# Danh sách nhà toán học Do Thái
Danh sách này không đầy đủ, bạn cũng có thể giúp mở rộng danh sách.Đây là danh sách các nhà toán học người Do Thái, bao gồm các nhà toán học và các nhà thống kê học, những người đang hoặc đã từng là người Do Thái hoặc có gốc gác Do Thái (có thể xác nhận được). Năm 1933, khi chủ nghĩa Quốc Xã lên cầm quyền tại Đức, một phần ba trong số toàn bộ các giáo sư toán học của đất nước là người Do Thái, trong khi người Do Thái chiếm tỷ lệ không quá 1% tổng số dân số thời ấy. Các nhà toán học Do Thái đã có những đóng góp vô cùng to lớn xuyên suốt thế kỷ 20 và tiến tới thế kỷ 21, chứng cứ là sự thể hiện xuất sắc của họ trong số các cá nhân giành được các giải thưởng toán học: 27% cho Huy chương Fields, 30% cho Giải thưởng Abel, và 40% cho Giải thưởng Wolf.:V13:678

## A
- Abner xứ Burgos (k. 1270–k. 1347), nhà toán học và nhà triết học[4]
- Abraham Abigdor (thế kỷ thứ 14), nhà lô-gic học[5]
- Milton Abramowitz (1915–1958), nhà toán học[6]
- Samson Abramsky (sinh 1953), ngữ nghĩa trò chơi[7]
- Amir Aczel (1950–2015), nhà lịch sử toán học[8]
- Georgy Adelson-Velsky (1922–2014), nhà toán học và khoa học máy tính[9]
- Abraham Adelstein (1916–1992), nhà thống kê học[10]
- Caleb Afendopolo (k. 1430–k. 1499), nhà toán học, nhà thiên văn, nhà thơ và là một rabbi[11]
- Aaron Afia (thế kỷ thứ 16), nhà toán học, bác sĩ và triết học[12]
- Shmuel Agmon (sinh 1922), toán giải tích và các phương trình đạo hàm riêng[6]
- Matest Agrest (1915–2005), nhà toán học và giả khoa học
- Ron Aharoni (sinh 1952), nhà tổ hợp học[9]
- Bendich Ahin (thế kỷ thứ 14), nhà toán học và bác sĩ[13]
- Michael Aizenman (sinh 1945), nhà toán học và nhà vật lý
- Naum Akhiezer (1901–1980), lý thuyết ước lượng[6]
- Isaac Albalia (1035–1094), nhà toán học, nhà thiên văn học, và học giả Talmud[14]
- Abraham Adrian Albert (1905–1972), đại số; giải thưởng Cole (1939)[15]
- Félix Alcan (1841–1925), nhà toán học[16]
- Semyon Alesker (sinh 1972), hình học lồi và hình học tích phân; Giải thưởng Erdős (2004)[9]
- Al-Samawal al-Maghribi (k. 1130–k. 1180), nhà toán học, nhà thiên văn học bác sĩ[17]
- Noga Alon (sinh 1956), toán tổ hợp và lý thuyết khoa học máy tính; Giải thưởng Erdős (1989), Giải thưởng Pólya (2000)[9]
- Franz Alt (1910–2011), nhà toán học và nhà khoa học máy tính[18]
- Shimshon Amitsur (1921–1994), nhà toán học[19]
- Jacob Anatoli (k. 1194–1256), nhà toán học, nhà khoa học và dịch giả[20]
- Aldo Andreotti (1924–1980), nhà toán học[21]
- Kenneth Appel (1932–2013), chứng minh định lý bốn màu[6]
- Zvi Arad (1942–2018), nhà toán học[9]
- Vladimir Arnold (1937–2010), nhà toán học; Giải thưởng Wolf (2001)[22]
- Siegfried Aronhold (1819–1884), lý thuyết bất biến[23]
- Nachman Aronszajn (1907–1980), toán giải tích và logic toán[6]
- Kenneth Arrow (1921–2017), nhà toán học và nhà kinh tế học; Giải Nobel kinh tế (1972)[24]
- Michael Artin (sinh 1934), nhà hình học đại số[25]
- Emilio Artom (1888–1952), nhà toán học[26]
- Giulio Ascoli (1843–1869), nhà toán học[27]
- Guido Ascoli (1887–1957), nhà toán học[28]
- Herman Auerbach (1901–1942), nhà toán học[29]
- Robert Aumann (sinh 1930), nhà toán học và nhà lý thuyết trò chơi; giải Nobel kinh tế (2005)[30]
- Louis Auslander (1928–1997), nhà toán học[31]
- Maurice Auslander (1926–1994), nhà đại số[32]
- Hertha Ayrton (1854–1923), nhà toán học và kỹ sư[33]

## B
- Isaak Bacharach (1854–1942), nhà toán học
- Reinhold Baer (1902–1979), nhà đại số[34]
- Egon Balas (1922–2019), toán học ứng dụng[35]
- Yehoshua Bar-Hillel (1915–1975), nhà toán học, nhà triết học và ngôn ngữ học[36]
- Abraham bar Hiyya (1070–1136 or 1145), nhà toán học, nhà thiên văn học và triết gia[37]
- Dror Bar-Natan (sinh 1966), lý thuyết nút thắt và lý thuyết tương đồng[9]
- Ruth Barcan Marcus (1921–2012), nhà logic học[38]
- Grigory Barenblatt (1927–2018), nhà toán học[6]
- Valentine Bargmann (1908–1989), nhà toán học và nhà vật lý lý thuyết[39]
- Elijah Bashyazi (k. 1420–1490), nhà toán học, nhà thiên văn học, nhà triết học và là một rabbi[40]
- Hyman Bass (sinh 1932), đại số và giáo dục toán học; Giải thưởng Cole (1975)[41]
- Laurence Baxter (1954–1996), nhà thống kê học[42]
- August Beer (1825–1863), nhà toán học[43]
- Alexander Beilinson (sinh 1957), nhà toán học; Giải thưởng Wolf (2018)[44]
- Richard Bellman (1920–1984), toán học ứng dụng[45]
- Kalonymus ben Kalonymus (1286–k. 1328), nhà triết học, nhà toán học và dịch giả[46]
- Isaac ben Moses Eli (thế kỷ thứ 15), nhà toán học[47]
- Jacob ben Nissim (thế kỷ thứ 10), nhà triết học và nhà toán học[48]
- Judah ben Solomon (k. 1215–k. 1274), nhà toán học, nhà thiên văn học, và nhà triết học[49]
- Paul Benacerraf (sinh 1931), nhà triết học toán học[50]
- Lazarus Bendavid (1762–1832), nhà toán học và nhà triết học[51]
- Felix Berezin (1931–1980), nhà toán học và nhà vật lý[52]
- Boris Berezovsky (1946–2013), nhà toán học và doanh nhân[53]
- Toby Berger (sinh 1940), lý thuyết thông tin[54]
- Stefan Bergman (1895–1977), giải tích ảo[55]
- Paul Bernays (1888–1977), nghiên cứu nền tảng của toán học[56]
- Benjamin Abram Bernstein (1881–1964), logic toán[57]
- Dorothy Lewis Bernstein (1914–1988), toán học ứng dụng[58]
- Felix Bernstein (1878–1956), lý thuyết tập hợp[59]
- Joseph Bernstein (sinh 1945), hình học đại số, lý thuyết đại diện, và lý thuyết số[60]
- Sergei Bernstein (1880–1968), nhà toán học[61]
- Lipman Bers (1914–1993), toán giải tích[62]
- Ludwig Berwald (1883–1942), hình học vi phân[63]
- Abram Besicovitch (1891–1970), nhà toán học (Karaite)[64]
- Paul Biran (sinh 1969), hình học đại số và hình học đối xứng; Giải thưởng Erdős (2006)[9]
- Joan Birman (sinh 1927), topo học[65]
- Zygmunt Wilhelm Birnbaum (1903–2000), giải tích hàm và xác suất[66]
- Max Black (1909–1988), nhà triết học toán học[67]
- André Bloch (1893–1948), giải tích ảo[68]
- Maurice Block (1816–1901), nhà thống kê[69]
- Lenore Blum (sinh 1942), nhà toán học và nhà khoa học máy tính[70]
- Leonard Blumenthal (1901–1984), nhà toán học[57]
- Otto Blumenthal (1876–1944), nhà toán học[71]
- Harald Bohr (1887–1951), các hàm gần như tuần hoàn[72]
- Vladimir Boltyansky (1925–2019), nhà toán học và nhà giáo dục[73]
- Carl Borchardt (1817–1880), toán giải tích[74]
- Max Born (1882–1970), nhà vật lý và nhà toán học[75]
- Moses Botarel Farissol (thế kỷ thứ 15), nhà toán học[76]
- Salomon Bochner (1899–1982), nhà toán học; Giải thưởng Steele (1979)[77]
- Hermann Bondi (1919–2005), nhà toán học[78]
- Immanuel Bonfils (k. 1300–1377), nhà toán học và nhà thiên văn[79]
- Valentina Borok (1931–2004), phương trình vi phân từng phần[80]
- David Borwein (1924–2021), nhà toán học[81]
- Jonathan Borwein (1951–2016), nhà toán học[81]
- Peter Borwein (1953–2020), nhà toán học[81]
- Raoul Bott (1923–2005), hình học; Giải thưởng Steele (1990)[82]
- Victor Brailovsky (sinh 1935), nhà toán học và nhà khoa học máy tính[83]
- Achi Brandt (sinh 1938), giải tích số[9]
- Nikolai Brashman (1796–1866), hình học phân tích; Giải thưởng Demidov (1836)[84]
- Alfred Brauer (1894–1985), lý thuyết số[85]
- Richard Brauer (1901–1977), lý thuyết biểu diễn mô-đun; Giải thưởng Cole (1949)[86]
- Haïm Brezis (sinh 1944), giải tích hàm và phương trình vi phân từng phần[87]
- Selig Brodetsky (1888–1954), nhà toán học và Chủ tịch Hội đồng Đại biểu người Do Thái Anh[88]
- Jacob Bronowski (1908–1974), nhà toán học và nhà giáo dục khoa học[89]
- Robert Brooks (1952–2002), giải tích ảo và hình học vi phân[9]
- Felix Browder (1927–2016), giải tích hàm phi tuyến tính[90]
- William Browder (sinh 1934), topo học và hình học vi phân[91]
- Leonid Bunimovich (sinh 1947), các hệ thống động lực học[92]
- Leone Burton (1936–2007), giáo dục toán học[93]:26
- Herbert Busemann (1905–1994), hình học vi phân và hình học lồi[94]

## C
- Anneli Cahn Lax (1922–1999), nhà toán học[95]
- Eugenio Calabi (sinh 1923), nhà toán học; Giải thưởng Steele (1991)[96]
- Georg Cantor (1845–1918), nhà lý thuyết tập hợp[64][97]
- Moritz Cantor (1829–1920), nhà lịch sử toán học[98]
- Sylvain Cappell (sinh 1946), topo hình học[6]
- Leonard Carlitz (1907–1999), lý thuyết số và đại số[99]
- Moshe Carmeli (1933–2007), vật lý toán[100]
- Emma Castelnuovo (1913–2014), giáo dục toán học[101]
- Guido Castelnuovo (1865–1952), nhà toán học[102]
- Wilhelm Cauer (1900–1945), nhà toán học[103]
- Yair Censor (sinh 1943), toán học tính toán và tối ưu hóa[9]
- Gregory Chaitin (sinh 1947), lý thuyết thông tin thuật toán và siêu toán học[6]
- Herman Chernoff (sinh 1923), toán học ứng dụng và xác suất[104]
- Alexey Chervonenkis (1938–2014), nhà toán học và nhà khoa học máy tính
- David Chudnovsky (sinh 1947), nhà toán học và kỹ sư[105]
- Gregory Chudnovsky (sinh 1952), nhà toán học và kỹ sư[105]
- Maria Chudnovsky (sinh 1977), lý thuyết đồ thị và lý thuyết tối ưu hoá tổ hợp[9]
- Henri Cohen (sinh 1947), lý thuyết số
- Irvin Cohen (1917–1955), nhà toán học
- Joel Cohen (sinh 1944), toán sinh vật học
- Marion Cohen (sinh 1943), nhà thơ và nhà toán học
- Miriam Cohen (sinh 1941), nhà đại số
- Paul Cohen (1934–2007), nhà lý thuyết tập hợp; Huy chương Fields (1966)[106]
- Ralph Cohen (sinh 1952), topo đại số và topo vi phân
- Wim Cohen (1923–2000), lý thuyết xếp hàng[107]
- Paul Cohn (1924–2006), nhà đại số học[108]
- Stephan Cohn-Vossen (1902–1936), hình học vi phân[18]:399
- Ronald Coifman (sinh 1941), nhà toán học[6]
- Mordecai Comtino (died k. 1485), nhà toán học[109]
- Lionel Cooper (1915–1979), nhà toán học[110]
- Leo Corry (sinh 1956), nhà lịch sử toán học
- Mischa Cotlar (1913–2007), nhà toán học[111]
- Richard Courant (1888–1972), toán giải tích và toán học ứng dụng[95]
- Nathan Court (1881–1968), nhà hình học[57]
- Michael Creizenach (1789–1842), nhà toán học và nhà thần học[3]:V5:280
- Luigi Cremona (1830–1903), nhà toán học[95]
- Alexander Crescenzi (thế kỷ thứ 17), nhà toán học[112]

## D
- Noah Dana-Picard (sinh 1954), nhà toán học[113]
- Henry Daniels (1912–2000), nhà thống kê[114]
- David van Dantzig (1900–1959), topo học[115]
- George Dantzig (1914–2005), lý thuyết toán tối ưu hoá[116]
- Tobias Dantzig (1884–1956), nhà toán học[57]
- Martin Davis (1928–2023), nhà toán học[117]
- Philip Dawid (sinh 1946), nhà thống kê học[118]
- Max Dehn (1878–1952), topo học[119]:34
- Percy Deift (sinh 1945), nhà toán học; Giải thưởng Pólya (1998)[6]
- Nissan Deliatitz (thế kỷ thứ 19), nhà toán học[120]
- Joseph Delmedigo (1591–1655), nhà toán học và là một rabbi[121]
- Ely Devons (1913–1967), nhà thống kê học[122]:219
- Persi Diaconis (sinh 1945), nhà toán học và ảo thuật gia[6]
- Samuel Dickstein (1851–1939), nhà toán học và nhà sư phạm[123]
- Nathan Divinsky (1925–2012), nhà toán học[124]
- Roland Dobrushin (1929–1995), lý thuyết xác suất, vật lý toán và lý thuyết thông tin[125]
- Wolfgang Doeblin (1915–1940), nhà xác suất học[126]
- Domninus of Larissa (k. 420–k. 480 SCN), nhà toán học[127]
- Jesse Douglas (1897–1965), nhà toán học; Huy chương Fields (1936), Giải thưởng Bôcher (1943)[95][128]
- Vladimir Drinfeld (sinh 1954), hình học đại số; Huy chương Fields (1990), Giải thưởng Wolf (2018)[129]
- Louis Israel Dublin (1882–1969), nhà thống kê[130]
- Aryeh Dvoretzky (1916–2008), giải tích hàm và xác suất[131]
- Bernard Dwork (1923–1998), nhà toán học; Giải thưởng Cole (1962)[15]
- Harry Dym (sinh 1938), giải tích hàm và giải tích số[6]
- Eugene Dynkin (1924–2014), xác suất và đại số; Giải thưởng Steele (1993)[132]

## E
- Abraham Eberlen (thế kỷ thứ 16), nhà toán học[133]
- Ishak Efendi (k. 1774–1835), nhà toán học và kỹ sư[134]
- Bradley Efron (sinh 1938), nhà thống kê[135]
- Andrew Ehrenberg (1926–2010), nhà thống kê[136]
- Tatyana Ehrenfest (1905–1984), nhà toán học[137]
- Leon Ehrenpreis (1930–2010), nhà toán học[138]
- Jacob Eichenbaum (1796–1861), nhà thơ và nhà toán học[139]
- Samuel Eilenberg (1913–1988), lý thuyết thể loại; Giải thưởng Wolf (1986), Giải thưởng Steele (1987)[140]
- Gotthold Eisenstein (1823–1852), nhà toán học[141]
- Yakov Eliashberg (sinh 1946), topo đối xứng và phương trình vi phân từng phần
- Jordan Ellenberg (sinh 1971), hình học số học[142]
- Emanuel Lodewijk Elte (1881–1943), nhà toán học[143]
- David Emmanuel (1854–1941), nhà toán học[144]
- Federigo Enriques (1871–1946), hình học đại số[145]
- Moses Ensheim (1750–1839), nhà toán học và nhà thơ[3]:V6:447
- Bernard Epstein (1920–2005), nhà toán học và nhà vật lý[146]
- David Epstein (sinh 1937), hình học hyperbol, 3 lớp-manifold, và lý thuyết nhóm
- Paul Epstein (1871–1939), lý thuyết số[147]
- Paul S. Epstein (1883–1966), vật lý toán[148]
- Yechiel Michel Epstein (1829–1908), nhà toán học và là một rabbi[48]
- Arthur Erdélyi (1908–1977), nhà toán học[149]
- Paul Erdős (1913–1996), nhà toán học; Giải thưởng Cole (1951), Giải thưởng Wolf (1983/84)[150]
- Alex Eskin (sinh 1965), hệ thống động lực và lý thuyết nhóm
- Gregory Eskin (sinh 1936), phương trình vi phân từng phần
- Theodor Estermann (1902–1991), lý thuyết số phân tích[122]:260

## F
- Gino Fano (1871–1952), nhà toán học[151]
- Yehuda Farissol (thế kỷ thứ 15), nhà toán học và nhà thiên văn[152]
- Gyula Farkas (1847–1930), nhà toán học và nhà vật lý[153]
- Herbert Federer (1920–2010), lý thuyết đo lường hình học[57]
- Solomon Feferman (1928–2016), logic toán và nhà triết học toán học[6]
- Charles Fefferman (sinh 1949), nhà toán học; Huy chương Fields (1978), Giải thưởng Bôcher (2008)[6]
- Joan Feigenbaum (sinh 1958), toán học và khoa học máy tính[93]:47
- Mitchell Feigenbaum (1944–2019), lý thuyết hỗn loạn; Giải thưởng Wolf (1986)[154]
- Walter Feit (1930–2004), lý thuyết nhóm hữu hạn và lý thuyết biểu diễn; Giải thưởng Cole (1965)[155]
- Leopold Fejér (1880–1959), phân tích điều hòa[156]
- Michael Fekete (1886–1957), nhà toán học[157]
- Jacques Feldbau (1914–1945), nhà toán học[158]
- Joel Feldman (sinh 1949), vật lý toán
- William Feller (1906–1970), lý thuyết xác suất[159]
- Käte Fenchel (1905–1983), lý thuyết nhóm[160]
- Werner Fenchel (1905–1988), hình học và lý thuyết tối ưu hoá[161]
- Mordechai Finzi (k. 1407–1476), nhà toán học và nhà thiên văn[162]
- Ernst Sigismund Fischer (1875–1954), toán giải tích[119]:33
- Irene Fischer (1907–2009), nhà toán học và kỹ sư[163]
- John Fox (sinh 1946), nhà thống kê
- Abraham Fraenkel (1891–1965), lý thuyết tập hợp[164][165]
- Aviezri Fraenkel (sinh 1929), lý thuyết trò chơi tổ hợp[166]
- Philipp Frank (1884–1966), vật lý toán và triết học[57]
- Péter Frankl (sinh 1953), toán tổ hợp[167]
- Fabian Franklin (1853–1939), nhà toán học[168]
- Michael Freedman (sinh 1951), nhà toán học; Huy chương Fields (1986)[128]
- Gregory Freiman (sinh 1926), lý thuyết số bổ sung[169]
- Edward Frenkel (sinh 1968), lý thuyết đại diện, hình học đại số và vật lý toán[170]
- Hans Freudenthal (1905–1990), topo đại số[171]
- Avner Friedman (sinh 1932), phương trình vi phân từng phần[6]
- Harvey Friedman (sinh 1948), toán đảo ngược[6]
- Sy Friedman (sinh 1953), lý thuyết tập hợp và lý thuyết đệ quy[6]
- David Friesenhausen (1756–1828), nhà toán học[172]
- Uriel Frisch (sinh 1940), vật lý toán[173]
- Albrecht Fröhlich (1916–2001), nhà đại số; Huy chương De Morgan (1992)[174]
- Robert Frucht (1906–1997), lý thuyết đồ thị[18]:9, 132, 305
- Guido Fubini (1879–1943), toán giải tích[95]
- László Fuchs (sinh 1924), lý thuyết nhóm[6]
- Lazarus Fuchs (1833–1902), phương trình vi phân tuyến tính[175]
- Paul Funk (1886–1969), toán giải tích[176]
- Hillel Furstenberg (sinh 1935), nhà toán học; Giải thưởng Wolf (2006/07), Giải thưởng Abel (2020)[177][178]

## G
- David Gabai (sinh 1954), topo học không gian có chiều thấp và hình học hyperbol[9]
- Dov Gabbay (sinh 1945), nhà logic học
- Ofer Gabber (sinh 1958), hình học đại số; Giải thưởng Erdős (1981)[9]
- Boris Galerkin (1871–1945), nhà toán học và kỹ sư[179]
- Zvi Galil (sinh 1947), nhà toán học và nhà khoa học máy tính[9]
- David Gans (1541–1613), nhà toán học[180]
- Hilda Geiringer (1893–1973), nhà toán học[181]
- Israel Gelfand (1913–2009), nhà toán học; Giải thưởng Kyoto (1989), Giải thưởng Steele (2005)[182]
- Alexander Gelfond (1906–1968), lý thuyết số[183]
- Semyon Gershgorin (1901–1933), nhà toán học[184]
- Gersonides (1288–1344), nhà toán học[185]
- Murray Gerstenhaber (sinh 1927), đại số và vật lý toán[6]
- David Gilbarg (1918–2001), nhà toán học[95]
- Jekuthiel Ginsburg (1889–1957), nhà toán học[57]
- Moti Gitik (sinh 1955), lý thuyết tập hợp[9]
- Samuel Gitler (1933–2014), nhà toán học[186]
- Alexander Givental (sinh 1958), topo đối xứng và lý thuyết điểm kỳ dị[6]
- George Glauberman (sinh 1941), các nhóm đơn giản vô hạn[6]
- Israel Gohberg (1928–2009), lý thuyết toán tử và giải tích hàm[187]
- Anatolii Goldberg (1930–2008), giải tích ảo[188]
- Lisa Goldberg (sinh 1956), xác suất và toán tài chính
- Dorian Goldfeld (sinh 1947), lý thuyết số; Giải thưởng Cole (1987)[15]
- Carl Wolfgang Benjamin Goldschmidt (1807–1851), nhà toán học[189]
- Catherine Goldstein (sinh 1958), lý thuyết số[190]
- Sydney Goldstein (1903–1989), vật lý toán[191]
- Daniel Goldston (sinh 1954), lý thuyết số; Giải thưởng Cole (2014)[15]
- Michael Golomb (1909–2008), nhà toán học[192]
- Solomon Golomb (1932–2016), các trò chơi toán học[193]
- Gene Golub (1932–2007), giải tích số[194]
- Marty Golubitsky (sinh 1945), nhà toán học[6]
- Benjamin Gompertz (1779–1865), nhà toán học[195]
- I. J. Good (1916–2009), nhà toán học và nhà mật mã học[196]
- Paul Gordan (1837–1912), lý thuyết bất biến[197]:24
- Daniel Gorenstein (1923–1992), lý thuyết nhóm[6]
- David Gottlieb (1944–2008), giải tích số
- Dovid Gottlieb, một rabbi và là một nhà toán học[198]
- Ian Grant (sinh 1930), vật lý toán[199]
- Harold Grad (1923–1986), toán học ứng dụng[95]
- Eugene Grebenik (1919–2001), nhà nhân khẩu học[6]
- Leslie Greengard (sinh 1958), nhà toán học và nhà khoa học máy tính[6]
- Kurt Grelling (1886–1942), nhà logic học[200]
- Mikhail Gromov (sinh 1943), nhà toán học; Giải thưởng Wolf (1993), Giải thưởng Kyoto (2002), Giải thưởng Abel (2009)[201]
- Benedict Gross (sinh 1950), lý thuyết số; Giải thưởng Cole (1987)[15]
- Marcel Grossmann (1878–1936), hình học họa hình[202]
- Emil Grosswald (1912–1989), lý thuyết số[203]
- Alexander Grothendieck (1928–2014), hình học đại số; Huy chương Fields (1966)[204]
- Branko Grünbaum (1929–2018), hình học rời rạc[6]
- Géza Grünwald (1910–1943), nhà toán học[205]
- Heinrich Guggenheimer (1924–2021), nhà toán học[206]
- Paul Guldin (1577–1643), nhà toán học và nhà thiên văn[207]
- Emil Gumbel (1891–1966), lý thuyết giá trị cận cực[208]
- Sigmund Gundelfinger (1846–1910), hình học đại số[209]
- Larry Guth (sinh 1977), nhà toán học[6]
- Louis Guttman (1916–1987), nhà toán học và nhà xã hội học[9]

## H
- Alfréd Haar (1885–1933), nhà toán học[119]:63
- Steven Haberman (sinh 1951), nhà thống kê học và nhà khoa học thống kê[210]
- Jacques Hadamard (1865–1963), nhà toán học[64]
- Hans Hahn (1879–1934), toán giải tích và topo học[119]:142
- John Hajnal (1924–2008), nhà thống kê học[122]:378
- Heini Halberstam (1926–2014), lý thuyết số[211]
- Paul Halmos (1916–2006), nhà toán học; Giải thưởng Steele (1983)[212]
- Israel Halperin (1911–2007), nhà toán học[213]
- Georges-Henri Halphen (1844–1889), nhà hình học[214]
- Hans Hamburger (1889–1956), nhà toán học[119]:34
- Haim Hanani (1912–1991), lý thuyết thiết kế tổ hợp[215]
- Frank Harary (1921–2005), lý thuyết đồ thị[216]
- David Harbater (sinh 1952), lý thuyết Galois, hình học đại số và hình học số học; Giải thưởng Cole (1995)[15]
- David Harel (sinh 1950), nhà toán học khoa học máy tính[3]:V8:352
- Michael Harris (sinh 1954), lý thuyết số [217]
- Sergiu Hart (sinh 1949), nhà toán học và nhà kinh tế học
- Ami Harten (1946–1994), toán học ứng dụng[9]
- Numa Hartog (1846–1871), nhà toán học[3]:V8:378
- Friedrich Hartogs (1874–1943), lý thuyết tập hợp và một số biến phức[218]
- Helmut Hasse (1898–1979), lý thuyết số đại số[219]
- Herbert Hauptman (1917–2011), nhà toán học; Giải Nobel hóa học (1985)[220]
- Felix Hausdorff (1868–1942), topo học[64]
- Louise Hay (1935–1989), lý thuyết tính toán[221]
- Walter Hayman (1926–2020), giải tích ảo[222]
- Hans Heilbronn (1908–1975), nhà toán học[223]
- Ernst Hellinger (1883–1950), nhà toán học[224]
- Eduard Helly (1884–1943), nhà toán học[225]
- Dagmar Henney (sinh 1931), nhà toán học[226]
- Kurt Hensel (1861–1941), nhà toán học[227]
- Reuben Hersh (1927–2020), nhà toán học và nhà triết học toán học[95]
- Daniel Hershkowitz (sinh 1953), nhà toán học và nhà chính trị[228]
- Israel Herstein (1923–1988), nhà đại số[6]
- Maximilian Herzberger (1899–1982), nhà toán học và nhà vật lý[229]
- Emil Hilb (1882–1929), nhà toán học[230]
- Peter Hilton (1923–2010), thuyết đồng luân[231]
- Edith Hirsch Luchins (1921–2002), nhà toán học[232]
- Kurt Hirsch (1906–1986), lý thuyết nhóm[233]
- Morris Hirsch (sinh 1933), nhà toán học[6]
- Elias Höchheimer (thế kỷ thứ 18), nhà toán học và nhà thiên văn[234]
- Gerhard Hochschild (1915–2010), nhà toán học; Giải thưởng Steele (1980)[96]
- Melvin Hochster (sinh 1943), đại số giao hoán; Giải thưởng Cole (1980)[15]
- Douglas Hofstadter (sinh 1945), toán học giải trí[235]
- Chaim Samuel Hönig (1926–2018), giải tích hàm
- Heinz Hopf (1894–1971), topo học[64]
- Ludwig Hopf (1884–1939), nhà toán học và nhà vật lý[18]:148
- Janina Hosiasson-Lindenbaum (1899–1942), nhà logic học và triết gia[236]
- Isaac Hourwich (1860–1924), nhà thống kê[237]
- Ehud Hrushovski (sinh 1959), logic toán; Giải thưởng Erdős (1994)[6]
- Witold Hurewicz (1904–1956), nhà toán học[238]
- Adolf Hurwitz (1859–1919), lý thuyết hàm[239]
- Wallie Abraham Hurwitz (1886–1958), toán giải tích[57]

## I
- Isaac ibn al-Ahdab (1350–1430), nhà toán học, nhà thiên văn và nhà thơ[37]
- Sind ibn Ali (thế kỷ thứ 9), nhà toán học và nhà thiên văn[240]
- Mashallah ibn Athari (k. 740–815), nhà toán học và nhà chiêm tinh[48]
- Sahl ibn Bishr (k. 786–k. 845), nhà toán học[241]
- Abraham ibn Ezra (k. 1089–k. 1167), nhà toán học và nhà thiên văn[37]
- Abu al-Fadl ibn Hasdai (thế kỷ thứ 11), nhà toán học và nhà triết học[242]
- Bashar ibn Shu'aib (thế kỷ thứ 10), nhà toán học[48]
- Issachar ibn Susan (h.đ. 1539–1572), nhà toán học[243]
- Jacob ibn Tibbon (1236–1305), nhà toán học và nhà thiên văn[244]
- Moses ibn Tibbon (h.đ. 1240–1283), nhà toán học và dịch giả[48]
- Judah ibn Verga (thế kỷ thứ 15), nhà toán học, nhà thiên văn học người theo học thuyết kabbalist[245]
- Arieh Iserles (sinh 1947), toán học tính toán
- Isaac Israeli (thế kỷ thứ 14), nhà thiên văn học và nhà toán học[246]

## J
- Eri Jabotinsky (1910–1969), nhà toán học, nhà chính trị và nhà hoạt động[3]:V11:14
- Carl Gustav Jacob Jacobi (1804–1851), giải tích; nhà toán học Do Thái đầu tiên được bổ nhiệm làm giáo sư tại một trường đại học Đức[247][1]
- Nathan Jacobson (1910–1999), nhà đại số; Giải thưởng Steele (1998)[248]
- Ernst Jacobsthal (1882–1965), lý thuyết số[249]
- E. Morton Jellinek (1890–1963), thống kê xác suất sinh học[250]
- Svetlana Jitomirskaya (sinh 1966), các hệ thống động lực và vật lý toán[251]
- Ferdinand Joachimsthal (1818–1861), nhà toán học[252]
- Israel Joffe (sinh 1979), Tốt nghiệp CNTT Harvard và nhà toán học[cần dẫn nguồn]
- Fritz John (1910–1994), phương trình vi phân từng phần; Giải thưởng Steele (1982)[253]
- Joseph of Spain (thế kỷ thứ 9 và 10), nhà toán học[254]
- Sir Roger Jowell (1942–2011), thống kê xác suất xã hội[255]

## K
- Mark Kac (1914–1984), lý thuyết xác suất[256]
- Victor Kac (sinh 1943), lý thuyết đại diện; Giải thưởng Steele (2015)[96]
- Mikhail Kadets (1923–2011), toán giải tích[257]
- Richard Kadison (1925–2018), nhà toán học; Giải thưởng Steele (1999)[96]
- Veniamin Kagan (1869–1953), nhà toán học[258]
- William Kahan (sinh 1933), nhà toán học và nhà khoa học máy tính; Giải thưởng Turing (1989)[259]
- Jean-Pierre Kahane (1926–2017), giải tích điều hoà[6]
- Franz Kahn (1926–1998), nhà toán học và nhà vật lý thiên văn[260]
- Margarete Kahn (1880–1942?), topo học[261]
- Gil Kalai (sinh 1955), nhà toán học; Giải thưởng Pólya (1992), Giải thưởng Erdős (1992)[6]
- László Kalmár (1905–1976), logic toán[262]
- Shoshana Kamin (sinh 1930), phương trình vi phân từng phần[263]
- Daniel Kan (1927–2013), thuyết đồng luân[264]
- Leonid Kantorovich (1912–1986), nhà toán học và nhà kinh tế học; Giải Nobel kinh tế (1975)[265]
- Irving Kaplansky (1917–2006), nhà toán học[266]
- Samuel Karlin (1924–2007), nhà toán học[267]
- Theodore von Kármán (1881–1963), vật lý toán[268]
- Edward Kasner (1878–1955), hình học vi phân[269]
- Svetlana Katok (sinh 1947), nhà toán học[270]
- Eric Katz (sinh 1977), hình học đại số tổ hợp và hình học số học
- Mikhail Katz (sinh 1958), hình học vi phân và topo hình học[271]
- Nets Katz (sinh 1972), toán tổ hợp và giải tích điều hoà[6]
- Nick Katz (sinh 1943), hình học đại số[6]
- Sheldon Katz (sinh 1956), hình học đại số
- Victor Katz (sinh 1942), nhà đại số và nhà lịch sử toán học
- Yitzhak Katznelson (sinh 1934), nhà toán học[6]
- Bruria Kaufman (1918–2010), nhà toán học và nhà vật lý[272]
- David Kazhdan (sinh 1946), lý thuyết đại diện[273]
- Herbert Keller (1925–2008), toán học ứng dụng và giải tích số[6]
- Joseph Keller (1923–2016), nhà toán học ứng dụng; Huy chương National Medal of Science (1988), Giải thưởng Wolf (1997)[274]
- John Kemeny (1926–1992), nhà toán học và nhà khoa học máy tính[275]
- Carlos Kenig (sinh 1953), giải tích điều hòa và phương trình vi phân từng phần; Giải thưởng Bôcher (2008)[276]
- Harry Kesten (1931–2019), xác suất; Giải thưởng Pólya (1994), Giải thưởng Steele (2001)[96]
- Aleksandr Khinchin (1894–1959), lý thuyết xác suất[6]
- David Khorol (1920–1990), nhà toán học[277]
- Mojżesz Kirszbraun (1903–1942), toán giải tích[278]
- Sergiu Klainerman (sinh 1950), phương trình vi phân hyperbol; Giải thưởng Bôcher (1999)[276]
- Boáz Klartag (sinh 1978), giải tích hình học tiệm cận; Giải thưởng Erdős (2010)[9]
- Morris Kline (1908–1992), nhà toán học[95]
- Lipót Klug (1854–1945), nhà toán học[279]
- Hermann Kober (1888–1973), toán giải tích[280]
- Simon Kochen (sinh 1934), lý thuyết mẫu và lý thuyết số; Giải thưởng Cole (1967)[15]
- Joseph Kohn (sinh 1932), toán tử vi phân từng phần và giải tích ảo[281]
- Ernst Kolman (1892–1972), nhà triết học toán học[282]
- Dénes Kőnig (1884–1944), nhà lý thuyết đồ thị[283]
- Gyula Kőnig (1849–1913), nhà toán học[284]
- Leo Königsberger (1837–1921), nhà sử học toán học[285]
- Arthur Korn (1870–1945), nhà toán học và nhà phát minh[164]:92
- Thomas Körner (sinh 1946), nhà toán học[122]:533
- Stephan Körner (1913–2000), nhà triết học toán học[122]:533
- Bertram Kostant (1928–2017), nhà toán học[6]
- Edna Kramer (1902–1984), nhà toán học[286]
- Mark Krasnosel'skii (1920–1997), giải tích hàm phi tuyến tính[6]
- Mark Krein (1907–1989), giải tích hàm; Giải thưởng Wolf (1982)[287]
- Cecilia Krieger (1894–1974), nhà toán học[288]
- Georg Kreisel (1923–2015), logic toán[289]
- Maurice Kraitchik (1882–1957), lý thuyết số và toán học giải trí[290]
- Leopold Kronecker (1823–1891), lý thuyết số[64]
- Joseph Kruskal (1928–2010), lý thuyết đồ thị và xác suất[291]
- Martin Kruskal (1925–2006), nhà toán học và nhà vật lý[291]
- William Kruskal (1919–2005), xác suất phi tham số[291]
- Kazimierz Kuratowski (1896–1980), toán học và logic[6]
- Simon Kuznets (1901–1985), nhà thống kê và nhà kinh tế học; Giải Nobel kinh tế (1971)[292]

## L
- Imre Lakatos (1922–1974), nhà triết học toán học[293]
- Dan Laksov (1940–2013), hình học đại số[294]
- Cornelius Lanczos (1893–1974), nhà toán học và nhà vật lý[295]
- Edmund Landau (1877–1938), lý thuyết số và giải tích ảo[64]
- Georg Landsberg (1865–1912), giải tích ảo và hình học đại số[119]:34
- Serge Lang (1927–2005), lý thuyết số; Giải thưởng Cole (1960)[15]
- Emanuel Lasker (1868–1941), nhà toán học và người chơi cờ vua[296]
- Albert Lautman (1908–1944), nhà triết học toán học[297]
- Ruth Lawrence (sinh 1971), lý thuyết nút thắt và topo đại số[298]
- Peter Lax (sinh 1926), nhà toán học; Giải thưởng Wolf (1987), Giải thưởng Steele (1993), Giải thưởng Abel (2005)[299]
- Joel Lebowitz (sinh 1930), vật lý toán[300]
- Gilah Leder (sinh 1941), giáo dục toán học[93]:118
- Walter Ledermann (1911–2009), nhà đại số[301]
- Solomon Lefschetz (1884–1972), topo đại số và các phương trình vi phân thông thường; Giải thưởng Bôcher (1924)[302]
- Emma Lehmer (1906–2007), lý thuyết số đại số[303]
- Moses Lemans (1785–1832), nhà toán học[304]
- Alexander Lerner (1913–2004), toán học ứng dụng[305]
- Arthur Levenson (1914–2007), nhà toán học và nhà mật mã học[231]:221
- Beppo Levi (1875–1961), nhà toán học[306]
- Eugenio Levi (1883–1917), nhà toán học[6]
- Friedrich Levi (1888–1966), nhà đại số[307]
- Leone Levi (1821–1888), nhà thống kê[308]
- Raphael Levi Hannover (1685–1779), nhà toán học và nhà thiên văn[309][310]
- Tullio Levi-Civita (1873–1941), giải tích tensor[64]
- Dany Leviatan (sinh 1942), lý thuyết ước lượng
- Boris Levin (1906–1993), lý thuyết hàm[311]
- Leonid Levin (sinh 1948), nghiên cứu nền tảng toán học và khoa học máy tính[6]
- Norman Levinson (1912–1975), nhà toán học; Giải thưởng Bôcher (1953)[312]
- Boris Levitan (1914–2004), các hàm gần như tuần hoàn[313]
- Jacob Levitzki (1904–1956), nhà toán học[314]
- Armand Lévy (1795–1841), nhà toán học[315]
- Azriel Lévy (sinh 1934), logic toán
- Hyman Levy (1889–1975), nhà toán học[316]
- Paul Lévy (1886–1971), lý thuyết xác suất[317]
- Tony Lévy (sinh 1943), nhà lịch sử toán học
- Hans Lewy (1904–1988), nhà toán học; Giải thưởng Wolf (1986)[44]
- Gabriel Judah Lichtenfeld (1811–1887), nhà toán học[318]
- Leon Lichtenstein (1878–1933), phương trình vi phân, ánh xạ phù hợp và lý thuyết tiềm năng[319]
- Paulette Libermann (1919–2007), hình học vi phân[320]
- Elliott Lieb (sinh 1932), vật lý toán[321]
- Lillian Lieber (1886–1986), nhà toán học và tác giả trứ danh[322]
- Heinrich Liebmann (1874–1939), hình học vi phân[323]
- Michael Lin (sinh 1942), chuỗi Markov và lý thuyết ergodic[9]
- Baruch Lindau (1759–1849), nhà toán học và nhà văn khoa học[324]
- Adolf Lindenbaum (1904–1942), nhà logic toán[325]
- Elon Lindenstrauss (sinh 1970), nhà toán học; Giải thưởng Erdős (2009), Huy chương Fields (2010)[326]
- Joram Lindenstrauss (1936–2012), nhà toán học[327]
- Yom Tov Lipman Lipkin (1846–1876), nhà toán học[328]
- Rudolf Lipschitz (1832–1903), toán giải tích và hình học vi phân[119]:35
- Rehuel Lobatto (1797–1866), nhà toán học[329]
- Michel Loève (1907–1979), lý thuyết xác suất[330]
- Charles Loewner (1893–1968), nhà toán học[331]
- Alfred Loewy (1873–1935), lý thuyết đại diện[332]
- Gino Loria (1862–1954), nhà toán học và nhà sử học toán học[333]
- Leopold Löwenheim (1878–1957), logic toán[334]
- Baruch Solomon Löwenstein (thế kỷ thứ 19), nhà toán học[335]
- Alexander Lubotzky (sinh 1956), nhà toán học và chính trị gia; Giải thưởng Erdős (1990)[6]
- Eugene Lukacs (1906–1987), nhà thống kê[336]
- Yudell Luke (1918–1983), lý thuyết hàm[337]
- Jacob Lurie (sinh 1977), nhà toán học; Giải thưởng Breakthrough (2014)[338]
- George Lusztig (sinh 1946), nhà toán học; Giải thưởng Cole (1985), Giải thưởng Steele (2008)[339]
- Israel Lyons (1739–1775), nhà toán học[340]
- Lazar Lyusternik (1899–1981), topo học và hình học vi phân[6]

## M
- Myrtil Maas (1792–1865), nhà toán học[341]
- Moshé Machover (sinh 1936), nhà toán học, nhà triết học và nhà hoạt động[9]
- Menachem Magidor (sinh 1946), lý thuyết tập hợp[9]
- Ludwig Immanuel Magnus (1790–1861), nhà hình học[342]
- Kurt Mahler (1903–1988), nhà toán học; Huy chương De Morgan (1971)[343]
- Yuri Manin (1937–2023), hình học đại số và hình học diophantine[344]
- Henry Mann (1905–2000), lý thuyết số và xác suất; Giải thưởng Cole (1946)[345]
- Amédée Mannheim (1831–1906), nhà toán học và người phát minh ra thước trượt[346]
- Eli Maor (sinh 1937), nhà lịch sử toán học[9]
- Solomon Marcus (1925–2016), toán giải tích, ngữ nghĩa toán học và khoa học máy tính[347]
- Szolem Mandelbrojt (1899–1983), toán giải tích[348]
- Benoit Mandelbrot (1924–2010), nhà toán học; Giải thưởng Wolf (1993)[349]
- Grigory Margulis (sinh 1946), nhà toán học; Huy chương Fields (1978), Giải thưởng Wolf (2005), Giải thưởng Abel (2020)[178]
- Edward Marczewski (1907–1976), nhà toán học[350]
- Michael Maschler (1927–2008), lý thuyết trò chơi[9]
- Walther Mayer (1887–1948), nhà toán học[351]
- Barry Mazur (sinh 1937), nhà toán học; Giải thưởng Cole (1982)[15]
- Vladimir Mazya (sinh 1937), giải tích toán học và phương trình vi phân từng phần[352]
- Naum Meiman (1912–2001), giải tích ảo, phương trình vi phân từng phần, và vật lý toán[353]
- Nathan Mendelsohn (1917–2006), toán rời rạc[354]
- Karl Menger (1902–1985), nhà toán học[355]
- Abraham Joseph Menz (thế kỷ thứ 18), nhà toán học và là một rabbi[356]
- Yves Meyer (sinh 1939), nhà toán học; Giải thưởng Abel (2017)[357]
- Ernest Michael (1925–2013), topo học tổng quát[358]
- Solomon Mikhlin (1908–1990), nhà toán học[359]
- David Milman (1912–1982), giải tích hàm[360]
- Pierre Milman (sinh 1945), nhà toán học[360]
- Vitali Milman (sinh 1939), toán giải tích[360]
- Hermann Minkowski (1864–1909), lý thuyết số[197]:24
- Richard von Mises (1883–1953), nhà toán học và kỹ sư[361]
- Elijah Mizrachi (k. 1455–k. 1525), nhà toán học và là một rabbi[362]
- Boris Moishezon (1937–1993), nhà toán học[6]
- Louis Mordell (1888–1972), lý thuyết số[363]
- Claus Moser (1922–2015), nhà thống kê học[364]
- George Mostow (1923–2017), nhà toán học; Giải thưởng Wolf (2013)[365]
- Andrzej Mostowski (1913–1975), lý thuyết tập hợp[236]
- Simon Motot (thế kỷ thứ 15), nhà đại số[366]
- Theodore Motzkin (1908–1970), nhà toán học[367]
- José Enrique Moyal (1910–1998), vật lý toán[368]
- Herman Müntz (1884–1956), nhà toán học[369]

## N
- Leopoldo Nachbin (1922–1993), topo học và giải tích điều hoà[370]
- Assaf Naor (sinh 1975), các không gian metric; Giải thưởng Bôcher (1999)[276]
- Isidor Natanson (1906–1964), giải tích thực và lý thuyết hàm xây dựng[6]
- Melvyn Nathanson (sinh 1944), lý thuyết số
- Caryn Navy (sinh 1953), nhà lý thuyết tập hợp topo[371]
- Mark Naimark (1909–1978), giải tích hàm và vật lý toán[372]
- Zeev Nehari (1915–1978), toán giải tích[9]
- Rabbi Nehemiah (h.đ. k. 150), nhà toán học[373]
- Leonard Nelson (1882–1927), nhà toán học và nhà triết học[374]
- Paul Nemenyi (1895–1952), nhà toán học và nhà vật lý
- Peter Nemenyi (1927–2002), nhà toán học
- Abraham Nemeth (1918–2013), nhà toán học và nhà phát minh Nemeth Braille[375]
- Arkadi Nemirovski (sinh 1947), lý thuyết tối ưu hoá[6]
- Elisha Netanyahu (1912–1986), giải tích ảo[376]
- Bernhard Neumann (1909–2003), lý thuyết nhóm[377]
- John von Neumann (1903–1957), lý thuyết tập hợp, vật lý và khoa học máy tính; Giải thưởng Bôcher (1938)[378]
- Hanna Neumann (1914–1971), lý thuyết nhóm[379]
- Klára Dán von Neumann (1911–1963), nhà toán học và nhà khoa học máy tính[380]
- Nelli Neumann (1886–1942), hình học tổng hợp[381]
- Max Newman (1897–1984), nhà toán học và nhà phá mật mã; Huy chương De Morgan (1962)[382]
- Abraham Niederländer (thế kỷ thứ 16), nhà toán học và nhà ghi chép[383]
- Louis Nirenberg (1925–2020), toán giải tích; Giải thưởng Bôcher (1959), Giải thưởng Steele (1994), Huy chương Chern (2010), Giải thưởng Abel (2015)[96]
- Emmy Noether (1882–1935), đại số và vật lý lý thuyết[64][384]
- Fritz Noether (1884–1941), nhà toán học[319]
- Max Noether (1844–1921), hình học đại số và các hàm đại số[385]
- Simon Norton (1952–2019), lý thuyết nhóm[386]
- Pedro Nunes (1502–1578), nhà toán học và nhà vũ trụ học[387]
- A. Edward Nussbaum (1925–2009), nhà toán học và nhà vật lý lý thuyết[388]

## O
- David Oppenheim (1664–1736), nhà toán học và là một rabbi[389]
- Menachem Oren (1903–1962), nhà toán học và là một bậc thầy cờ vua[390]
- Donald Ornstein (sinh 1934), lý thuyết ergodic; Giải thưởng Bôcher (1974)[276]
- Mollie Orshansky (1915–2006), nhà thống kê học[391]
- Steven Orszag (1943–2011), toán học ứng dụng[392]
- Stanley Osher (sinh 1942), toán học ứng dụng[393]
- Robert Osserman (1926–2011), hình học[95]
- Alexander Ostrowski (1893–1986), nhà toán học[164]:88
- Jacques Ozanam (1640–1718), nhà toán học[394]

## P–Q
- Alessandro Padoa (1868–1937), nhà toán học và logic học[395]
- Emanuel Parzen (1929–2016), nhà thống kê[6]
- Seymour Papert (1928–2016), nhà toán học và nhà khoa học máy tính[396]
- Moritz Pasch (1843–1930), nghiên cứu nền tảng của hình học[397]
- Chaim Pekeris (1908–1992), nhà toán học và nhà vật lý[3]:V15:716
- Daniel Pedoe (1910–1998), hình học[398]
- Rudolf Peierls (1907–1995), vật lý và toán học ứng dụng; Huy chương Copley (1996)[399]
- Rose Peltesohn (1913–1998), toán tổ hợp[119]:53
- Grigori Perelman (sinh 1966), nhà toán học; Huy chương Fields (2006, đã từ chối), Giải thưởng Millennium (2010)[400]
- Yakov Perelman (1882–1942), toán học giải trí
- Micha Perles (sinh 1936), lý thuyết đồ thị và hình học rời rạc[9]
- Leo Perutz (1882–1957), nhà toán học và tiểu thuyết gia[401]
- Rózsa Péter (1905–1977), lý thuyết đệ quy[402]
- Ralph Phillips (1913–1998), giải tích hàm; Giải thưởng Steele (1997)[95]
- Ilya Piatetski-Shapiro (1929–2009), nhà toán học; Giải thưởng Wolf (1990)[403]
- Georg Pick (1859–1942), nhà toán học[404]
- Salvatore Pincherle (1853–1936), giải tích hàm[95]
- Abraham Plessner (1900–1961), giải tích hàm[405]
- Felix Pollaczek (1892–1981), lý thuyết số, toán giải tích, vật lý toán và lý thuyết xác suất[406]
- Harriet Pollatsek (sinh 1942), nhà toán học[93]:164
- Leonid Polterovich (sinh 1963), hình học đối xứng và các hệ thống động lực; Giải thưởng Erdős (1998)[9]
- George Pólya (1887–1985), toán tổ hợp, lý thuyết số, giải tích số và thống kê xác suất[64]
- Carl Pomerance (sinh 1944), lý thuyết số[6]
- Alfred van der Poorten (1942–2010), lý thuyết số[407]
- Emil Post (1897–1954), nhà toán học và logic học[408]
- Mojżesz Presburger (1904–k. 1943), nhà toán học và logic học[409]
- Vera Pless (1931–2020), nhà toán tổ hợp[410]
- Ilya Prigogine (1917–2003), nhà thống kê học và nhà hoá học; Giải Nobel hóa học (1977)[3]:V16:526
- Alfred Pringsheim (1850–1941), giải tích, lý thuyết hàm[411]
- Moshe Provençal (1503–1576) nhà toán học, posek và một nhà ngữ pháp[366]
- Heinz Prüfer (1896–1934), nhà toán học[412]
- Hilary Putnam (1926–2016), nhà triết học toán học[413]

## R
- Michael Rabin (sinh 1931), logic toán và khoa học máy tính; Giải thưởng Turing (1976)[414]
- Philip Rabinowitz (1926–2006), giải tích số[6]
- Giulio Racah (1909–1965), nhà toán học và nhà vật lý[3]:V17:44
- Richard Rado (1906–1989), nhà toán học[415]
- Aleksander Rajchman (1890–1940), lý thuyết đo đạc[416]
- Rose Rand (1903–1980), nhà logic học và triết gia[417]
- Joseph Raphson (k. 1648–k. 1715), nhà toán học[418]
- Anatol Rapoport (1911–2007), toán học ứng dụng[419]
- Marina Ratner (1938–2017), lý thuyết ergodic[420]
- Yitzchak Ratner (1857–?), nhà toán học[421]
- Amitai Regev (sinh 1940), lý thuyết vòng[9]
- Isaac Samuel Reggio (1784–1855), nhà toán học và là một rabbi[422]
- Hans Reissner (1874–1967), vật lý toán[119]:35
- Robert Remak (1888–1942), đại số và toán kinh tế[423]
- Evgeny Remez (1895–1975), lý thuyết hàm xây dựng
- Alfréd Rényi (1921–1970), toán tổ hợp, lý thuyết số và thống kê xác suất[424]
- Ida Rhodes (1900–1986), nhà toán học[93]:180
- Paulo Ribenboim (sinh 1928), lý thuyết số[425]
- Ken Ribet (sinh 1948), lý thuyết số đại số và hình học đại số[6]
- Frigyes Riesz (1880–1956), giải tích hàm[426]
- Marcel Riesz (1886–1969), nhà toán học[6]
- Eliyahu Rips (sinh 1948), lý thuyết nhóm hình học; Giải thưởng Erdős(1979)[427]
- Joseph Ritt (1893–1951), đại số vi phân[57]
- Igor Rivin (sinh 1961), hình học hyperbol, topo học, lý thuyết nhóm, toán học thực nghiệm
- Abraham Robinson (1918–1974), giải tích phi chuẩn mực[428]
- Olinde Rodrigues (1795–1851), nhà toán học và nhà cải cách xã hội[341]
- Werner Rogosinski (1894–1964), nhà toán học[122]:807
- Vladimir Rokhlin (1919–1984), nhà toán học[429]
- Werner Romberg (1909–2003), nhà toán học và nhà vật lý[430]
- Jakob Rosanes (1842–1922), hình học đại số và lý thuyết bất biến[431]
- Johann Rosenhain (1816–1887), nhà toán học[432]
- Louis Rosenhead (1906–1984), toán học ứng dụng[122]:815
- Maxwell Rosenlicht (1924–1999), nhà đại số; Giải thưởng Cole (1960)[15]
- Arthur Rosenthal (1887–1959), nhà toán học[95]
- Klaus Roth (1925–2015), nghiên cứu về ước lượng diophantine; Huy chương Fields (1958)[433]
- Leonard Roth (1904–1968), hình học đại số[434]
- Uriel Rothblum (1947–2012), nhà toán học và nhà nghiên cứu các phép toán[435]
- Bruce Rothschild (sinh 1941), toán tổ hợp; Giải thưởng Pólya (1971)
- Linda Preiss Rothschild (sinh 1945), nhà toán học
- Arthur Rubin (sinh 1956), nhà toán học và kỹ sư ngành hàng không không gian
- Karl Rubin (sinh 1956), nghiên cứu đường cong elliptic; Giải thưởng Cole (1992)[15]
- Reuven Rubinstein (1938–2012), lý thuyết xác suất và xác suất[9]
- Walter Rudin (1921–2010), toán giải tích[436]
- Zeev Rudnick (sinh 1961), lý thuyết số và vật lý toán; Giải thưởng Erdős (2001)[9]

## S
- Saadia Gaon (882 or 892–942), một rabbi, nhà triết học và nhà toán học[437]
- Louis Saalschütz (1835–1913), lý thuyết số và toán giải tích[438]
- Cora Sadosky (1940–2010), toán giải tích[439]
- Manuel Sadosky (1914–2005), nhà toán học và nhà khoa học máy tính[439]
- Philip Saffman (1931–2008), toán học ứng dụng[440]
- Stanisław Saks (1897–1942), lý thuyết đo đạc[441]
- Raphaël Salem (1898–1963), nhà toán học[442]
- Hans Samelson (1916–2005), hình học vi phân, topo học, các nhóm Lie và các đại số Lie[95]
- Ester Samuel-Cahn (1933–2015), nhà thống kê[443]
- Peter Sarnak (sinh 1953), lý thuyết số phân tích; Giải thưởng Pólya (1998), Giải thưởng Cole (2005), Giải thưởng Wolf (2014)[44]
- Leonard Jimmie Savage (1917–1971), nhà toán học, nhà thống kê[444]
- Shlomo Sawilowsky (1954–2021), nhà thống kê
- Hermann Schapira (1840–1898), nhà toán học[119]:35
- Malka Schaps (sinh 1948), nhà toán học[445]
- Michelle Schatzman (1949–2010), toán học ứng dụng[446]
- Robert Schatten (1911–1977), giải tích hàm[447]
- Juliusz Schauder (1899–1943), giải tích hàm và phương trình vi phân từng phần[448]
- Menahem Max Schiffer (1911–1997), giải tích ảo, phương trình vi phân từng phần, và vật lý toán[449]
- Ludwig Schlesinger (1864–1933), nhà toán học[119]:52
- Lev Schnirelmann (1905–1938), phép tính các biến thiên, topo học và lý thuyết số[450]
- Isaac Schoenberg (1903–1990), nhà toán học[451]
- Arthur Schoenflies (1853–1928), nhà toán học[452]
- Moses Schönfinkel (1889–1942), logic tổ hợp[453]
- Oded Schramm (1961–2008), lý thuyết trường phù hợp và lý thuyết xác suất; Giải thưởng Erdős (1996), Giải thưởng Pólya (2006)[6]
- Józef Schreier (1909–1943), giải tích hàm, lý thuyết nhóm và toán tổ hợp
- Otto Schreier (1901–1929), lý thuyết nhóm[454]
- Issai Schur (1875–1941), các biểu hiện recreational nhóm toán học, toán tổ hợp và lý thuyết số[455]
- Arthur Schuster (1851–1934), toán học ứng dụng; Huy chương Copley (1931)[456]
- Albert Schwarz (sinh 1934), vi phân topo[6]
- Karl Schwarzschild (1873–1916), vật lý toán[457]
- Jacob Schwartz (1930–2009), nhà toán học[95]
- Laurent Schwartz (1915–2002), nhà toán học; Huy chương Fields (1950)[128]
- Marie-Hélène Schwartz (1913–2013), nhà toán học[458]
- Richard Schwartz (sinh 1934), nhà toán học và nhà hoạt động[459]
- Irving Segal (1918–1998), giải tích hàm và điều hoà[460]
- Lee Segel (1932–2005), toán học ứng dụng[9]
- Beniamino Segre (1903–1977), hình học đại số[461]
- Corrado Segre (1863–1924), hình học đại số[95]
- Wladimir Seidel (1907–1981), nhà toán học[462]
- Esther Seiden (1908–2014), nhà thống kê học[463]
- Abraham Seidenberg (1916–1988), nhà đại số[57]
- Gary Seitz (sinh 1943), lý thuyết nhóm
- Zlil Sela (sinh 1962), lý thuyết nhóm hình học; Giải thưởng Erdős (2003)[9]
- Reinhard Selten (1930–2016), nhà toán học và nhà lý thuyết trò chơi; Giải thưởng Nobel về kinh tế (1994)[464]
- Valery Senderov (1945–2014), nhà toán học[465]
- Aner Shalev (sinh 1958), lý thuyết nhóm[9]
- Jeffrey Shallit (sinh 1957), lý thuyết số và khoa học máy tính[466]
- Adi Shamir (sinh 1952), nhà toán học và nhà mật mã học; Giải thưởng Erdős (1983)[467]
- Eli Shamir (sinh 1934), nhà toán học và nhà khoa học máy tính[9]
- Harold Shapiro (1928–2021), lý thuyết ước lượng và giải tích hàm
- Samuil Shatunovsky (1859–1929), toán giải tích và đại số[468]
- Henry Sheffer (1882–1964), nhà logic học[469]
- Saharon Shelah (sinh 1945), nhà toán học; Giải thưởng Erdős (1977), Giải thưởng Pólya (1992), Giải thưởng Wolf (2001)[44]
- James Shohat (1886–1944), toán giải tích[57]
- Naum Shor (1937–2006), lý thuyết tối ưu hoá[6]
- William Sidis (1898–1944), nhà toán học và thần đồng trẻ tuổi[470]
- Barry Simon (sinh 1946), nhà vật lý toán; Giải thưởng Steele (2016)[96]
- Leon Simon (sinh 1945), nhà toán học; Giải thưởng Bôcher (1994)[276]
- Max Simon (1844–1918), nhà lịch sử toán học[119]:155
- James Simons (sinh 1938), nhà toán học và quản lý quỹ phòng hộ hedge fund, một tỷ phú đô la tài chính[471]
- Yakov Sinai (sinh 1935), các hệ thống động lực; Giải thưởng Wolf (1997), Giải thưởng Steele (2013), Giải thưởng Abel (2014)[472]
- Isadore Singer (1924–2021), nhà toán học; Giải thưởng Bôcher (1969), Giải thưởng Steele (2000), Giải thưởng Abel (2004)[96]
- Abraham Sinkov (1907–1998), nhà toán học và nhà giải mã[231]:238
- Hayyim Selig Slonimski (1810–1904), nhà toán học và nhà thiên văn; Giải thưởng Demidov (1844)[473]
- Raymond Smullyan (1919–2017), nhà toán học và nhà triết học
- Alan Sokal (sinh 1955), toán tổ hợp và vật lý toán[474]
- Robert Solovay (sinh 1938), lý thuyết tập hợp[6]
- David Spiegelhalter (sinh 1953), nhà thống kê[122]:945
- Daniel Spielman (sinh 1970), toán học ứng dụng và khoa học máy tính; Giải thưởng Pólya (2014)[475]
- Frank Spitzer (1996–1992), lý thuyết xác suất[476]
- Guido Stampacchia (1922–1978), nhà toán học[477]
- Elias Stein (1931–2018), giải tích điều hoà; Giải thưởng Wolf (1999), Giải thưởng Steele (2002)[478]
- Robert Steinberg (1922–2014), nhà toán học[6]
- Mark Steiner (1942–2020), nhà triết học toán học
- Hugo Steinhaus (1887–1972), nhà toán học[479]
- Ernst Steinitz (1871–1928), nhà đại số[119]:1
- Moritz Steinschneider (1816–1907), nhà lịch sử toán học[480]
- Abraham Stern (k. 1762–1842), nhà toán học và nhà phát minh[64]:55–56
- Moritz Abraham Stern (1807–1894), giáo sư chính thức người Do Thái đầu tiên tại một trường đại học ở Đức[1]
- Shlomo Sternberg (sinh 1936), nhà toán học
- Reinhold Strassmann (1893–1944), nhà toán học[481]
- Ernst Straus (1922–1983), lý thuyết số phân tích, lý thuyết đồ thị và toán tổ hợp[482]
- Steven Strogatz (sinh 1959), các hệ thống không tuyến tính và toán học ứng dụng[6]
- Daniel Stroock (sinh 1940), lý thuyết xác suất[6]
- Eduard Study (1862–1930), lý thuyết bất biến và hình học[119]:88
- Bella Subbotovskaya (1938–1982), nhà toán học và người sáng lập Đại học Nhân dân Do Thái[483]
- Benny Sudakov (sinh 1969), nhà toán tổ hợp[9]
- James Joseph Sylvester (1814–1897), nhà toán học; Huy chương Copley (1880), Huy chương De Morgan (1887)[64][484]
- Otto Szász (1884–1952), giải tích thực[485]
- Gábor Szegő (1895–1985), toán giải tích[119]:35
- Esther Szekeres (1910–2005), nhà toán học[486]
- George Szekeres (1911–2005), nhà toán học[487]
- Peter Szūsz (1924–2008), lý thuyết số[488]

## T–U
- Dov Tamari (1911–2006), logic và toán tổ hợp[18]:356
- Jacob Tamarkin (1888–1945), giải tích toán học[57]
- Éva Tardos (sinh 1957), nhà toán học và khoa học máy tính[467]
- Alfred Tarski (1901–1983), nhà logic học, nhà toán học, và nhà triết học[489]
- Alfred Tauber (1866–1942), toán giải tích[490]
- Olga Taussky (1906–1995), lý thuyết số đại số và đại số[491]
- Olry Terquem (1782–1862), nhà toán học[492]
- Otto Toeplitz (1881–1940), đại số tuyến tính và giải tích hàm[493]
- Jakow Trachtenberg (1888–1953), nhà toán học và các cách tính nhẩm trong đầu[494]
- Avraham Trahtman (sinh 1944), toán tổ hợp[495]
- Boris Trakhtenbrot (1921–2016), logic toán[496]
- Boaz Tsaban (sinh 1973), lý thuyết tập hợp và mã hoá phi abel[9]
- Jacob Tsimerman (sinh 1988), lý thuyết số
- Boris Tsirelson (1950–2020), lý thuyết xác suất và giải tích hàm[497]
- Pál Turán (1910–1976), lý thuyết số[498]
- Eli Turkel (sinh 1944), toán học ứng dụng[9]
- Stanislaw Ulam (1909–1984), nhà toán học[499]
- Fritz Ursell (1923–2012), nhà toán học[500]
- Pavel Urysohn (1898–1924), lý thuyết chiều và topo học[501]

## V
- Vladimir Vapnik (sinh 1936), nhà toán học và khoa học máy tính[502]
- Moshe Vardi (sinh 1954), logic toán và lý thuyết khoa học máy tính[9]
- Andrew Vázsonyi (1916–2003), nhà toán học và nhà nghiên cứu các phép toán[503]
- Anatoly Vershik (sinh 1933), nhà toán học[6]
- Naum Vilenkin (1920–1991), toán tổ hợp[6]
- Vilna Gaon (1720–1797), học giả Talmud và nhà toán học[504]
- Giulio Vivanti (1859–1949), nhà toán học[505]
- Aizik Volpert (1923–2006), nhà toán học và kỹ sư hoá học[506]
- Vito Volterra (1860–1940), giải tích hàm[507]
- Vladimir Vranić (1896–1976), thống kê và xác suất[508]

## W
- Friedrich Waismann (1896–1950), nhà toán học và nhà triết học[509]
- Abraham Wald (1902–1950), lý thuyết về quyết định, hình học và kinh tế lượng[510]
- Henri Wald (1920–2002), nhà logic học[511]
- Arnold Walfisz (1892–1962), lý thuyết số phân tích[512]
- Stefan Warschawski (1904–1989), nhà toán học[513]
- Wolfgang Wasow (1909–1993), lý thuyết nhiễu loạn đơn lẻ[514]
- André Weil (1906–1998), lý thuyết số và hình học đại số; Giải thưởng Wolf (1979), Giải thưởng Steele (1980), Giải thưởng Kyoto (1994)[515]
- Shmuel Weinberger (sinh 1963), nhà topo học[516]
- Alexander Weinstein (1897–1979), toán học ứng dụng[517]
- Eric Weinstein (sinh 1965), vật lý toán[518]
- Boris Weisfeiler (1942–1985?), hình học đại số[519]
- Benjamin Weiss (sinh 1941), nhà toán học[9]
- Wendelin Werner (sinh 1968), lý thuyết xác suất và vật lý toán; Giải thưởng Pólya (2006), Huy chương Fields (2006)[128]
- Eléna Wexler-Kreindler (1931–1992), nhà đại số[520]
- Harold Widom (1932–2021), lý thuyết toán tử và các ma trận ngẫu nhiên; Giải thưởng Pólya (2002)[6]
- Norbert Wiener (1894–1964), nhà toán học; Giải thưởng Bôcher (1933)[521]
- Avi Wigderson (sinh 1956), nhà toán học và khoa học máy tính, Giải thưởng Abel (2021)[9][522]
- Eugene Wigner (1902–1995), nhà toán học và nhà vật lý lý thuyết; Nobel Prize in Physics (1963)[523]
- Ernest Julius Wilczynski (1876–1932), hình học đo đạc[524]
- Herbert Wilf (1931–2012), toán tổ hợp và lý thuyết đồ thị[525]
- Aurel Wintner (1903–1958), nhà toán học[57]
- Daniel Wise (sinh 1971), lý thuyết nhóm hình học đo đạc và 3-lớp manifold
- Edward Witten (sinh 1951), vật lý toán; Huy chương Fields (1990), Giải thưởng Kyoto (2014)[526]
- Ludwig Wittgenstein (1889–1951), nhà logic học và nhà triết học toán học[527]
- Julius Wolff (1882–1945), nhà toán học[528]
- Jacob Wolfowitz (1910–1981), nhà thống kê học[6]
- Paul Wolfskehl (1856–1906), nhà toán học[529]
- Mario Wschebor (1939–2011), thống kê và xác suất

## X–Z
- Mordecai Yoffe (k. 1530–1612), nhà toán học và là một rabbi[530]
- Akiva Yaglom (1921–2007), thống kê và xác suất[531]
- Isaak Yaglom (1921–1988), nhà toán học[531]
- Sofya Yanovskaya (1896–1966), nhà logic học nhà lịch sử toán học[532]
- Adolph Yushkevich (1906–1993), nhà lịch sử toán học[533]
- Abraham Zacuto (1452–k. 1515), nhà toán học và nhà thiên văn
- Lotfi Zadeh (1921–2017), toán học mở[467]
- Pedro Zadunaisky (1917–2009), nhà toán học và nhà thiên văn[534]
- Don Zagier (sinh 1951), lý thuyết số; Giải thưởng Cole (1987)[15]
- Elijah Zahalon (thế kỷ thứ 18), nhà toán học và học giả Talmud[535]
- Zygmunt Zalcwasser (1898–1943), nhà toán học[536]
- Victor Zalgaller (1920–2020), hình học và lý thuyết tối ưu hoá[537]
- Israel Zamosz (k. 1700–1772), học giả Talmud và nhà toán học[538]
- Oscar Zariski (1899–1986), nhà hình học đại số; Giải thưởng Cole (1944), Giải thưởng Wolf (1981), Giải thưởng Steele (1981)[64][539]
- Edouard Zeckendorf (1901–1983), lý thuyết số[540]
- Doron Zeilberger (sinh 1950), toán tổ hợp[6]
- Efim Zelmanov (sinh 1955), nhà toán học; Huy chương Fields (1994)[128]
- Tamar Ziegler (sinh 1971), lý thuyết ergodic toán tổ hợp số học; Giải thưởng Erdős (2011)
- Leo Zippin (1905–1995), đã giải bài toán thứ năm của Hilbert[541]
- Abraham Ziv (1940–2013), lý thuyết số
- Benedict Zuckermann (1818–1891), nhà toán học và sử học[3]:V21:678
- Moses Zuriel (thế kỷ thứ 16), nhà toán học[542]